# Bristol (Nova Hampshire)
Bristol é uma cidade  localizada no estado americano de Nova Hampshire, no Condado de Grafton.

## Demografia
Segundo o censo americano de 2000, a sua população era de 3033 habitantes.

## Geografia
De acordo com o United States Census Bureau tem uma área de 
57,6 km², dos quais 44,9 km² cobertos por terra e 12,7 km² cobertos por água. Bristol localiza-se a aproximadamente 142 m acima do nível do mar.

## Localidades na vizinhança
O diagrama seguinte representa as localidades num raio de 24 km ao redor de Bristol. 